# Capriva del Friuli
Capriva del Friuli (en friülà, Caprive, en eslovè, Koprivno) és un municipi italià, dins de la província de Gorizia. L'any 2007 tenia 1.735 habitants. Limita amb els municipis de Cormons, Moraro, Mossa, San Floriano del Collio i San Lorenzo Isontino.

## Administració
| Període | Identitat       | Partit                   |
| ------- | --------------- | ------------------------ |
| 2004-   | Antonio Roversi | Llista cívica, abans DCI |